# マンツーマンディフェンス
マンツーマンディフェンス（Man-to-man defense）とは、球技におけるディフェンス（守備）の戦術の一つで、ゾーンディフェンスと対になる戦術である。単にマンマーク（Man-mark）とも呼ばれる。マンツーマンとは「1対1」のことを示し、マンツーマンディフェンスでは常に特定の相手選手に対して1対1でくっ付いて（マークして）ディフェンスする。

## メリット
- 基本的に守備側がマークする相手選手を選べるため、適材適所の配置が可能である。たとえば、守備力が高い選手にマークさせることで相手チームのエースを封じ込めたり、高さのある相手に身長が近い選手をつけたり、スピードのある相手に足の速い選手をつけたりすることができる。

- 求められる役割が単純であるため、守備の戦術をそれほど理解していない初心者や、連携が整わない急造チームでも比較的容易に実行できる戦術といえる。

## デメリット
- 組織ではなく個人で対応する形であるため、個々人の能力が及ばない場合、相手の攻撃を抑えることは難しい。

- 誰かがマークを振り切られた場合、残りの選手が直ちにフォローする必要がある。そのため、一人が抜かれただけで守備陣全体に影響が及びかねない。

- 守備側の選手は攻撃側の選手の位置取り（ポジショニング）に依存するため、ディフェンスの選手が存在しない守備の隙間（スペース）を作られやすい。

## バスケットボールのマンツーマンディフェンス
バスケットボールでは、ミスマッチ(体格、運動能力などが見合わない状態)とならない相手に対して、適切な距離を保ちディフェンスする。また攻撃側のスクリーンに適切に対応しながら、マッチアップした相手の攻撃を防いでゆく。守備を行うエリアによって、コート全域で守備を行うときはオールコートマンツーマン、コートの自軍側半分でのみ守備を行うときはハーフコートマンツーマン、その中間であるコートの3/4で守備を行うときは3/4コートマンツーマンなどと呼ばれる。また、1人の選手に対して2人のマークをつけることをダブルチーム、3人のマークをつけることをトリプルチームという。これは相手チームに1人だけ飛びぬけて優れた選手がいるときなどに使われるが、ボールホルダー（ボールを持っている選手）に対してダブルチームをして積極的にボールを奪おうとすることもある。マンツーマンディフェンス中に、スクリーンへの対応や、ヘルプディフェンスのためにディフェンスをする相手を変えることをスイッチと呼ぶ。
NBAでは、ゲームの緊迫感を高めるため、1946年1月11日に、ゾーンディフェンスに制限を設けて、2001–02シーズンに解禁されるまで、マンツーマンディフェンスを強制するため、イリーガルディフェンスルールが存在した。1981–82シーズンに制定されたルールの一つには、ディフェンダーがマッチアップする相手とワンアーム（手が届く位置）以内の距離から離れて3秒経過してはならないというものがあり、この違反を犯すと、イリーガルディフェンスがコールされ、初回はショットクロックを24秒にリセットし、次回からはペナルティで、攻撃側に１フリースローとその後の攻撃権が与えられていた。ゾーンディフェンスが解禁された後は、これに変わってディフェンス3秒ルールが設定され、ペイントエリア内のディフェンダーが、相手とワンアーム以上離れて、3秒ペイントエリア内にとどまるとディフェンス3秒がコールされる。ペナルティは、１フリースローとその後の攻撃権が与えられるルールとなった。

## サッカーのマンツーマンディフェンス
現代サッカーではマンツーマンディフェンスが行われることは稀である。ゴールに近い位置でのセットプレーや、相手のキープレーヤー（特に重要な選手）に対して専属のマーカーをつける場合以外ではまず見られない。サッカーでマンマークが廃れていった理由は、全体的な技術の向上や運動量の増加に伴い「人が人に付ききれなくなった」点にある。スペースへ走りこむ選手へパスを出されるとマンマークでは付いていけない場合が多いため、パスの出されるところへ先回りする方法によるゾーンディフェンスが有効である。ただし、前線に展開している相手FWのタイプ(身長の高低、フィジカル、スピードなど)に合わせてCBが左右を入れ替えることがある。こうすることで自分がより得意とするタイプの相手に対処することができる。